# Djamel El Okbi
Djamel Eddine El Okbi est un ancien footballeur algérien né le 15 octobre 1939 à Kouba (Alger) et décédé à l'âge de 55 ans le 15 décembre 1994 à Alger.Il est le fils de Tayeb El-Okbi.
Il évoluait au poste de gardien de but à l'USM Alger entre 1962 et 1969.

## Palmarès
USM Alger
- Championnat d'Algérie (1)
  - Champion : 1962-63

- Coupe d'Algérie
  - Finaliste : 1968-69

 AS Saint-Eugène
- Coupe d'Algérie (FFF)
  - Finaliste : 1957-58